# Emmanuelle
Emmanuelle är en fransk mjukpornografisk film från 1974, regisserad av Just Jaeckin, med Sylvia Kristel i titelrollen. Filmen, som bygger på romanen Emmanuelle av Emmanuelle Arsan, är en av de mest framgångsrika franska filmerna genom tiderna.[källa behövs]
Filmen följdes av en lång rad officiella såväl som icke-officiella uppföljare. Bland de senare finns de mer vågade Black Emanuelle-filmerna från Italien med Laura Gemser i titelrollen (innan Gemser spelade Black Emanuelle spelade hon en massös i Emmanuelle 2). Sylvia Kristel medverkade i de fyra första Emmanuelle-filmerna, men i den fjärde genomgår hon en plastikoperation i början av filmen och ersätts av den yngre Mia Nygren (f. 1960 i Sverige). Den femte och sjätte filmen har andra skådespelerskor i titelrollen. Under 1990-talet medverkade Kristel i en ny serie Emmanuelle-filmer. Samtidigt kom ytterligare en amerikanskproducerad Emmanuelle-serie med science fiction-inslag, Emmanuelle, Queen of the Galaxy, med Krista Allen i huvudrollen.